# Veikko Vionoja

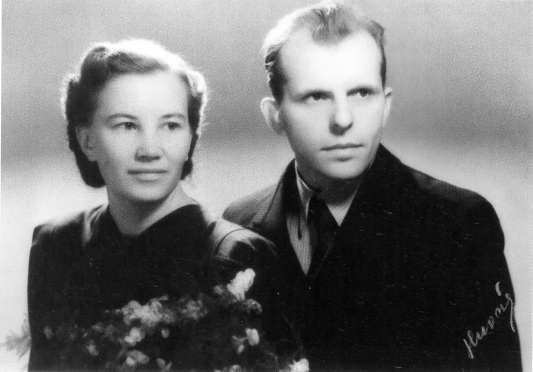
Veikko Vionoja jämte sin hustru Kerttu Ristimäki, 1942.

Veikko Vionoja (till 1943 Laine), född 30 oktober 1909 i Ullava, död 15 september 2001 i Esbo, var en finländsk målare.
Som son till en bysnickare började Vionoja intressera sig för konst redan som barn, och utförde i tjugoårsåldern på beställning en altarmålning för kyrkan i Ullava. Först 1936 fick han möjlighet att under två års tid studera vid Finska konstföreningens ritskola.
Vionoja målade motiv från Österbotten, både landskap med byggnader och rofyllda interiörer, vanligen i en dämpad färgskala. Kompositionens enkla strukturering ger hans arbeten ett syntetistikt drag. I hans senare produktion, som inte sällan har en ljusare kolorit, finns som ett slags reminiscens från hans unga år vissa naivistiska inslag.
Bland offentliga arbeten av Vionoja märks en väggmålning (1964) i Alphyddans kyrka i Helsingfors. Han verkade också som grafiker, och ett urval reproduktioner utgavs 1991. Han erhöll professors titel 1973 och Pro Finlandia-medaljen 1959.